# Okręg wyborczy Linlithgowshire
Okręg wyborczy Linlithgowshire powstał w 1708 r. i wysyłał do brytyjskiej Izby Gmin jednego deputowanego. Okręg obejmował hrabstwo Linlithgowshire. Okręg został zlikwidowany w 1945 r.

## Deputowani do brytyjskiej Izby Gmin z okręgu Linlithgowshire
- 1708–1708: James Johnstone, lord Johnstone
- 1708–1713: John Houstoun
- 1713–1714: James Carmichael
- 1714–1715: John Houstoun
- 1715–1722: James Cunynghame
- 1722–1727: George Dundas
- 1727–1741: Alexander Hamilton
- 1741–1743: George Dundas
- 1743–1768: Charles Hope-Weir
- 1768–1770: John Hope
- 1770–1774: James Dundas
- 1774–1790: William Cunynghame
- 1790–1800: John Hope
- 1800–1835: Alexander Hope
- 1835–1838: James Hope
- 1838–1845: Charles Hope
- 1845–1847: William Baillie
- 1847–1859: George Dundas
- 1859–1859: Charles Baillie
- 1859–1865: Walter Ferrier Hamilton
- 1865–1893: Peter McLagan
- 1893–1895: Thomas Hope
- 1895–1913: Alexander Ure, Partia Liberalna
- 1913–1918: John Pratt, Partia Liberalna
- 1918–1922: James Kidd
- 1922–1924: Manny Shinwell, Partia Pracy
- 1924–1928: James Kidd
- 1928–1931: Manny Shinwell, Partia Pracy
- 1931–1935: Adrian Baillie
- 1935–1945: George Mathers, Partia Pracy